# Kalwaria Ujazdowska

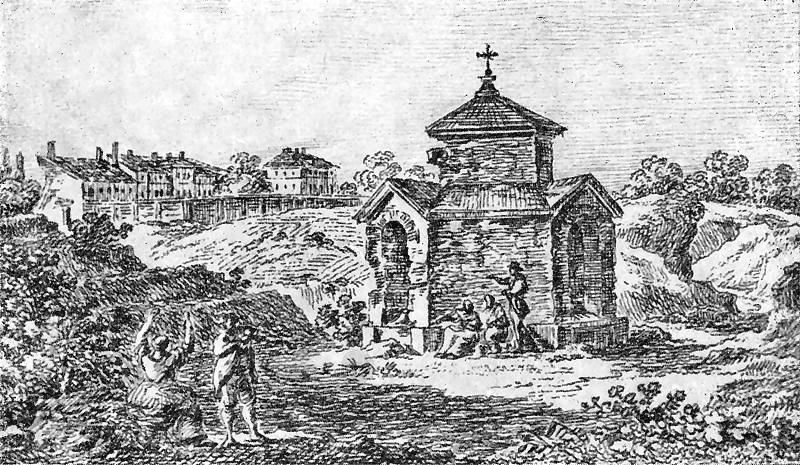
Kaplica Grobu Pańskiego

Kalwaria Ujazdowska – niezachowany zespół 28 kaplic zbudowanych w latach 1724–1731 w Warszawie, a ufundowanych przez Augusta II Mocnego i Augusta III Sasa. Kapliczki kalwaryjskie z powodu złego stanu technicznego zostały rozebrane około 1770.

## Historia
Kalwarię Ujazdowską zaprojektował architekt królewski Joachim Daniel Jauch z Miśni przebywający w Warszawie na dworze królewskim. Budowa Kalwarii Ujazdowskiej trwała od 1724 do 1731. Po raz pierwszy uroczystości Wielkiego Tygodnia obchodzono w 1732. Projekt Kalwarii nie został do końca zrealizowany. 
Droga Krzyżowa zaczynała się w miejscu, gdzie obecnie znajduje się plac Trzech Krzyży. Początek zaznaczony był dwoma kamiennymi obeliskami ustawionymi po obu stronach drogi. Szczyty tych kolumn wieńczyły krzyże pasyjne. Biegła ona prosto w kierunku Zamku Ujazdowskiego, nieco przed nim schodziła ze skarpy ku Wiśle, a następnie zawracała i prowadziła z powrotem na skarpę przy Zamku Ujazdowskim. Od kaplicy Grobu Pańskiego droga kalwaryjska miała przebiegać mostkiem nad ulicą Agrykola w kierunku Pałacu Ujazdowskiego, a jej elementem końcowym miał być okazały kościół Zmartwychwstania Pańskiego. 
W głębi każdej z kapliczek kalwaryjskich były umieszczone płaskorzeźby dostosowane do tematyki danej stacji, oraz ułożone przez biskupa Józefa Andrzeja Załuskiego poetyckie sentencje, podsuwające odpowiednie myśli do kontemplacji. Ostatnia w zespole była stacja Grobu Pańskiego. Kaplica ta była większa, podobna do kaplicy w Jerozolimie. Składała się z dwóch pomieszczeń. Z większego pomieszczenia, przez otwór w ścianie, widoczne było drugie pomieszczenie z figurą Pana Jezusa w Grobie. Marmurowa figura, dłuta dobrego rzeźbiarza rzymskiego z końca XVII wieku, sprowadzona była do Polski przez Stanisława Herakliusza Lubomirskiego.
Opiekę nad stacjami tej Kalwarii sprawowali Trynitarze, którzy od końca XVII wieku mieli swój klasztor i kościół na Solcu. Od 1770 roku zaczęto rozbierać poszczególne kapliczki stacyjne. Ocalały tylko dwa fragmenty Kalwarii Ujazdowskiej z jej początku i końca. Początek to dwa zrekonstruowane w XIX wieku obeliski kamienne z krzyżami, które nadal zdobią plac Trzech Krzyży. Z tymi kolumnami wiąże się nazwa placu Trzech Krzyży, trzeci krzyż trzyma bowiem św. Jan Nepomucen. 
Druga zachowana pamiątka to rzeźba Chrystusa z kaplicy Grobu Pańskiego. Po rozebraniu tej kaplicy w 1792 złożono ją początkowo w kościele św. Anny istniejącym wówczas w rejonie Belwederu, następnie przeniesiono ją do kościoła trynitarzy na Solcu i na koniec w 1826 do kościoła św. Aleksandra na placu Trzech Krzyży, gdzie przetrwała zburzenie kościoła w 1944. Obecnie znajduje się tam w bocznym ołtarzu z lewej strony. Do niedawna jeszcze istniał fragment jednej z kapliczek tej Kalwarii na posesji w Alejach Ujazdowskich, obecnie rozebrany. 
W 1869 Franciszek Maksymilian Sobieszczański pisał : "Kiedy zaś kaplice kalwaryjskie [...] na końcu zeszłego wieku stopniowo ulegając zniszczeniu, ustąpiły miejsca świeckim budowlom, kaplica główna w Ogrodzie, dla usuwającej się pod nią coraz bardziej ziemi, rozebrana została w 1791 r. [...] Tradycja wszakże przyczyniła się, ze wkrótce potem u spodu poświęconego wzgórza wybrano miejsce na stawiać się mający kościół pod wezwaniem Opatrzności, którego fundamenta uroczyście w roku 1792 złocone, po przerwanej budowie".